# Wata Pur (dorp)
Wata Pur is de hoofdplaats van het district Wata Pur in de Afghaanse provincie Kunar. Het is gelegen ten noordwesten van hoofdstad Asadabad, tussen de plaatsen Andraser en
Samir Kot. De dorpskern is gelegen aan de rivier Pech. Langs die rivier liggen ook de (landbouw)velden van het dorp. Het dorp heeft een eigen moskee.